# راج بابار
راج بابار (به انگلیسی: Raj Babbar) (زاده ۲۳ ژوئن ۱۹۵۲) بازیگر و سیاستمدار هندی است.
از فیلم‌هایی که وی در آن نقش داشته‌است می‌توان به بادیگارد اشاره کرد.

## فیلم‌شناسی
فهرست برخی از فیلم‌هایی که راج بابار در آنها به ایفای نقش پرداخته‌است:
- باران
- بادیگارد
- دشمن بزرگ
- نیروی پلیس
- بازیکن ۷۸۶
- مایا خانم
- اجبار ۲
- تاریخ
- گایال
- خشم
- هندی
- یک دنده
- گلوله راجا
- افسانه بهاگات سینگ
- راز: حقیقت پنهان
- ما هم انسان هستیم
- قبضه
- دوستی
- من آواره‌ام
- عمر و جان
- صدای عدالت
- پیروزی
- گردش
- رودالی
- سبک
- گاهی نه گاهی
- زن متأهل
- دوران گناه
- استاد، همسر و گنگستر بازمی‌گردند
- چشم‌ها
- مهاراجه
- بنارس
- از آسمان بلندتر
- نکاح
- آستانه
- پادشاه وقت
- قربانی جاط
- گنگا در کشور شما
- مهاویرا
- ترازو عدالت
- حقیقت
- در کف زندگی
- دشمن انسانیت
- نوکر همسر
- لکه
- قضاوت مقدر
- ثروتمندی و فقیری
- رستم کوچولو
- قرض
- اگر آنجا نبودی
- اعتبار
- شرکت
- جریان زندگی
- توطئه
- اوباش امروز راجا
- امپراتور امروز
- صدای امروز
- آخرین غلام
- شادی شما
- گفتگوی متقابل
- خوب و بد
- آناند و آناند
- شعله‌های آتش
- ارائه
- زن، این داستان توست
- جمعیت
- بگذار یک موضوع باشد
- مژه‌های خیس
- دلال
- ثروت
- بحران دین